# Gmina Rzepin
Die Gmina Rzepin (deutsch Reppen) ist eine Stadt-und-Land-Gemeinde im Powiat Słubicki der Woiwodschaft Lebus in Polen. Sie hat etwa 9900 Einwohner und ihr Sitz ist die gleichnamige Stadt mit rund 6600 Einwohnern.

## Geographie
Die Gemeinde liegt in der Neumark. Sie grenzt im Westen die Gemeinde der Kreisstadt Słubice (Frankfurt (Oder)-Dammvorstadt). Die ausgedehnten Wälder der Puszcza Rzepińska (Reppener Heide) mit dem Fluss Ilanka (Eilang) nehmen mehr als die Hälfte (51 %) ihrer Fläche von 191 km² ein, 40 Prozent werden landwirtschaftlich genutzt.

## Geschichte
Die Stadt-und-Land-Gemeinde Rzepin besteht seit 1975.
Zwischen 1945 und 1958 war Rzepin (bis 1949 Rypin Lubuski) Sitz eines Powiats. Auf heutigem Gemeindegebiet bestanden neben der Stadt bis 1954 die Landgemeinden Rypin Lubuski/Rzepin und Kowalów. Nach Auflösung der Gromadas wurde 1973 die Landgemeinde Kowalów gegründet, die 1975 in der Stadt-und-Land-Gemeinde Rzepin aufging.

## Gliederung
Die Stadt-und-Land-Gemeinde Rzepin gliedert sich in die Stadt und zehn Dörfer mit Schulzenämtern (sołectwa). Hinzu kommen weitere Ortschaften und Siedlungen (deutsche Namen amtlich bis 1945):
- Rzepin (Reppen)
- Drzeńsko (Drenzig)
- Gajec (Neuendorf)
- Kowalów (Kohlow)
- Lubiechnia Mała (Klein Lübbichow)
- Lubiechnia Wielka (Groß Lübbichow)
- Radów (Groß Rade)
- Serbów (Zerbow)
- Starków (Storkow)
- Starościn (Friedrichswille)
- Sułów (Zohlow)

Weiterhin gibt es folgende Ortschaften ohne Schulzenamt:
- Bieżyn (Heinrichshof)
- Brodniki (Seehof)
- Chlebno (Hubertushof)
- Ciesiółka (Erdmannshof)
- Czerniechowo (Waldhof)
- Długie (Am Kreuzsee)
- Gardno (Hinterfelde)
- Gładzin (Am Sandsee)
- Grądnik
- Ilanka
- Jaworki
- Jerzmanice (Hermania Grube)
- Kamienny Bród
- Kamionek (Neue Mühle)
- Kukowo (Kuke’sches Vorwerk)
- Łąkoszek (Wildenhagener Mühle)
- Liszki (Auenmühle)
- Maniszewo (Franzenshof)
- Nowy Młyn (Neumühl)
- Osęki (Teichhaus)
- Pasieka (Heidemühle)
- Podgórze (Holländerberg)
- Połęcin (Polenziger Bruch)
- Radomno (Grünbergs Ausbau)
- Rzepinek (Reppen Forstamt)
- Sady (Axelswalde)
- Starościn (Friedrichswille)
- Sułówek (Neu Zohlow)
- Trzeszczewo (Musewalds Ausbau)
- Wygnanka (Schwarzes Vorwerk)
- Zabłocie (Am Buschsee)
- Zielony Bór
- Złazewo (Bullenwiese)
- Żołnice (Forsthaus Neuewelt)

## Verkehr
Südlich der Stadt verläuft die Autobahn Berlin–Warschau (A 2) (Europastraße 30). Der Bahnhof Rzepin ist Eisenbahnknotenpunkt der Strecken Breslau-Stettin und Frankfurt (Oder)–Posen.